# Liste des ministres chypriotes du Commerce
Cette page donne la liste des anciens et actuel ministres chypriotes chargés du Commerce. Le nom exact de la fonction peut varier à chaque nomination.
Le titulaire actuel est Giórgos Papanastasíou, ministre de l'Énergie, du Commerce et de l'Industrie.

## Liste des titulaires
| Ministre              | Intitulé                                                          | Parti               | Début               | Fin                 | Gouvernement         |
| Tássos Papadópoulos   | Tássos Papadópoulos                                               | Tássos Papadópoulos | Tássos Papadópoulos | Tássos Papadópoulos | Tássos Papadópoulos  |
| --------------------- | ----------------------------------------------------------------- | ------------------- | ------------------- | ------------------- | -------------------- |
| Giórgos Lillíkas      | Ministre du Commerce, de l'Industrie et du Tourisme               | Sans                | 1er mars 2003       | 12 juin 2006        | Papadópoulos         |
| Antónis Michaelídes   | Ministre du Commerce, de l'Industrie et du Tourisme               | Sans                | 13 juin 2006        | 28 février 2008     | Papadópoulos         |
| Dimítris Khristófias  |                                                                   |                     |                     |                     |                      |
| Antónis Paschalídes   | Ministre du Commerce, de l'Industrie et du Tourisme               | DIKO                | 29 février 2008     | 4 août 2011         | Khristófias          |
| Praxoúla Antoniádou   | Ministre du Commerce, de l'Industrie et du Tourisme               | DIKO                | 5 août 2011         | 20 mars 2012        | Khristófias          |
| Neoklís Sylikiótis    | Ministre du Commerce, de l'Industrie et du Tourisme               | AKEL                | 20 mars 2012        | 28 février 2013     | Khristófias          |
| Níkos Anastasiádis    |                                                                   |                     |                     |                     |                      |
| Giórgos Lakkotrýpis   | Ministre de l'Énergie, du Commerce, de l'Industrie et du Tourisme | Sans                | 1er mars 2013       | 1er janvier 2019    | Anastasiádis I et II |
| Giórgos Lakkotrýpis   | Ministre de l'Énergie, du Commerce, de l'Industrie                | Sans                | 2 janvier 2019      | 10 juillet 2020     | Anastasiádis I et II |
| Natása Pileídou       | Ministre de l'Énergie, du Commerce et de l'Industrie              | Sans                | 10 juillet 2020     | 28 février 2023     | Anastasiádis II      |
| Níkos Christodoulídis |                                                                   |                     |                     |                     |                      |
| Giórgos Papanastasíou | Ministre de l'Énergie, du Commerce et de l'Industrie              | Sans                | 1er mars 2023       | En fonction         | Christodoulídis      |